# Simon Stevens
Simon Laurence Stevens, baron Stevens de Birmingham, (né le 4 août 1966) est un gestionnaire de la santé britannique et analyste des politiques publiques qui est le huitième directeur général du National Health Service en Angleterre de 2014 à 2021. Il est précédemment cadre supérieur dans l'entreprise de santé américaine UnitedHealth Group de 2004 à 2014, et avant cela, il travaille pour le NHS et le gouvernement britannique.
Stevens est nommé directeur général du NHS England sous le Premier ministre David Cameron et continue à exercer ses fonctions sous les Premiers ministres Theresa May et Boris Johnson. Le 5 juillet 2021, il devient membre indépendant de la Chambre des lords, en reconnaissance de ses services au NHS. Il démissionne de son poste au NHS England après sept ans le 31 juillet 2021 et est remplacé par son adjointe, Amanda Pritchard.

## Jeunesse et vie personnelle
Simon Stevens est né à Birmingham, en Angleterre, fils d'un pasteur baptiste et d'un administrateur universitaire. Il fait ses études dans une école d'État, St Bartholomew's School à Newbury, Berkshire, et remporte une bourse au Balliol College d'Oxford à l'Université d'Oxford où il est élu président de l'Oxford Union. Ses amis à Balliol vont de Rupert Read d'Extinction Rebellion à Boris Johnson, qui attribue à Simon la propre élection de Johnson en tant que président de l'Oxford Union. Il obtient ensuite un MBA de l'Université de Strathclyde à Glasgow et est Harkness Fellow à l'Université Columbia à New York.
Sa femme, Maggie, est une spécialiste de la santé publique de New York. Leur fils est né le jour de Noël 2003 à l'hôpital St Thomas et leur fille en 2008.

## NHS
Après l'université, Stevens travaille d'abord travaillé en Guyana, puis de 1988 à 1997 comme responsable de la santé au Royaume-Uni et à l'étranger. Il commence sa carrière au NHS dans le cadre du programme de formation en gestion des diplômés du NHS au Shotley Bridge General Hospital, le plus grand employeur de Consett, dans le comté de Durham, après la fermeture de l'aciérie.
Après un séjour au Congo et au Malawi, il devient directeur général d'un grand hôpital psychiatrique du NHS à l'extérieur de Newcastle-upon-Tyne et dirige des services de santé mentale communautaires pour North Tyneside et Northumberland. Il est ensuite nommé chef de groupe des hôpitaux Guy's et St Thomas à Londres avant de passer au New York City Health Department.

## Gouvernement
En 1997, il est nommé conseiller politique auprès de deux secrétaires d'État successifs à la santé (Frank Dobson et Alan Milburn) au ministère britannique de la Santé. De 2001 à 2004, il est conseiller du gouvernement en matière de politique de santé au sein de l'unité de politique numéro 10 auprès de Tony Blair au 10 Downing Street. Stevens est un conseiller travailliste pour Brixton, dans le quartier londonien de Lambeth de 1998 à 2002. Il est étroitement associé à l'élaboration du NHS Plan 2000.

## UnitedHealth
De 2004 à 2014, il est cadre supérieur chez UnitedHealth Group. Initialement nommé président de UnitedHealth Europe, il devient PDG de l'activité Medicare de 30 milliards de dollars de UnitedHealthcare, puis vice-président exécutif et président de ses activités mondiales de santé couvrant les Amériques, l'Europe, l'Asie et l'Afrique. Il est également administrateur du plus grand groupe hospitalier brésilien AMIL.
Il joue un rôle déterminant dans la création d'un institut à but non lucratif pour publier des informations sur les coûts des soins de santé aux États-Unis,. Ces données montrent que - contrairement à des recherches antérieures utilisant principalement des données publiques de Medicare - les différences de coûts dans la population en âge de travailler sont souvent dues au pouvoir de fixation des prix du marché par les hôpitaux, plutôt qu'à une utilisation excessive des services par les patients.
Il siège également aux conseils d'administration de diverses organisations à but non lucratif, notamment la Minnesota Historical Society, l'Opéra du Minnesota et le Medicare Rights Center (New York), ainsi que le King's Fund et le Nuffield Trust.

## Directeur général du NHS Angleterre
En tant que PDG du NHS England, il est directement responsable devant le Parlement de la gestion de 150 milliards de livres sterling de financement annuel du NHS. Il témoigne fréquemment devant le Comité des comptes publics, le Comité de la santé et des services sociaux de la Chambre des communes et d'autres comités parlementaires. Il utilise l'indépendance statutaire du NHS England pour parler ouvertement du financement et de la réforme du NHS.
Dans un discours qui a suivi sa nomination au poste de PDG en 2014, il présente un programme de réforme, intégrant les services de santé et sociaux et soutenant les groupes de commissionnement clinique créés dans le cadre de la loi de 2012 sur la santé et l'aide sociale. Il déclare que le financement serait limité et qu'il chercherait à atténuer cela grâce au choix des patients, au soutien des soignants et des bénévoles non rémunérés et au maintien du personnel de première ligne du NHS. Stevens déclare que son objectif est de « penser comme un patient, d'agir comme un contribuable ». En 2020, Stevens reçoit un salaire compris entre 195 000 et 199 000 £ par le NHS England et chaque année, il opte pour une baisse de salaire volontaire de 20 000 £. Selon Fraser Nelson, réembaucher Stevens pour diriger le NHS England est l'une des décisions les plus intelligentes de David Cameron car il "en sait plus sur les problèmes du NHS et les solutions du marché que n'importe quel homme vivant".
Au cours de la campagne des élections générales de 2019, alors que le Parti travailliste déclare qu'il ne commenterait généralement pas les fonctionnaires, il déclare qu'il entretient de "bonnes relations avec Simon Stevens et le respectait". En mars 2019, il prend aussi la direction du régulateur des hôpitaux, NHS Improvement, par une fusion avec le NHS England.
Stevens est fait chevalier dans les distinctions honorifiques du Nouvel An 2020 pour services rendus à la santé et au NHS.
Le 29 avril 2021, le gouvernement sa nomination comme pair à vie après sa démission de son poste de directeur général du NHS England le 31 juillet.

## Autres activités et récompenses
Stevens est professeur invité à la London School of Economics de 2004 à 2008, et membre honoraire du Balliol College, Université d'Oxford, du Collège royal des médecins et du Collège royal des médecins généralistes. Il reçoit un doctorat honorifique de l'Université de Birmingham en 2015.
Depuis 2013, Stevens siège au conseil d'administration du Commonwealth Fund de New York et est membre de son comité d'investissement.
Il est nommé Chevalier dans les distinctions honorifiques du Nouvel An 2020.
Il est créé baron Stevens de Birmingham, de Richmond upon Thames, le 5 juillet 2021 et présenté à la Chambre des Lords en tant que crossbencher indépendant le 6 juillet 2021.